# Архиповский сельсовет (Оренбургская область)
Архиповский сельсовет — сельское поселение в Сакмарском районе Оренбургской области Российской Федерации.
Административный центр — село Архиповка.

## История
Статус и границы сельского поселения установлены Законом Оренбургской области от 2 сентября 2004 года № 1424/211-III-ОЗ «О наделении муниципальных образований Оренбургской области статусом муниципального района, городского округа, городского поселения, установлении и изменении границ муниципальных образований».

## Население
| 2010 | 2012 | 2013 | 2014 | 2015 | 2016 | 2017 |
| ---- | ---- | ---- | ---- | ---- | ---- | ---- |
| 761  | ↗776 | →776 | ↗799 | ↘792 | ↘789 | ↗794 |
| 2018 | 2019 | 2020 | 2021 |      |      |      |
| ↗800 | ↘789 | ↘783 | ↗792 |      |      |      |

## Состав сельского поселения
| № | Населённый пункт | Тип населённого пункта       | Население |
| - | ---------------- | ---------------------------- | --------- |
| 1 | Архиповка        | село, административный центр | 609       |
| 2 | Донское          | село                         | 135       |
| 3 | Санково          | село                         | 17        |